# Пиклз, Эрик
Эрик Джек Пиклз, барон Пиклз (англ. Eric Jack Pickles, Baron Pickles; род. 20 апреля 1952, Китли, Уэст-Йоркшир) — британский политик, министр общин и местного самоуправления (2010—2015).

## Биография
Провёл детство в Китли, живя в квартире над бакалейным магазином своего дяди, в котором работали его родители, убеждённые сторонники Лейбористской партии. В 1968 году вступил в Консервативную партию под негативным впечатлением от ввода войск стран Варшавского договора в Чехословакию. Получил юридическое образование в Городском университете Лидса, был избран в муниципальный совет Брэдфорда, в 35-летнем возрасте возглавил его. По утверждению самого Пиклза, на конференции консервативной партии в Скарборо лично Маргарет Тэтчер по собственной инициативе предложила заместителю председателя партии выдвинуть кандидатуру Пиклза на парламентских выборах (в 1992 году он был избран в Палату общин в Эссексе).
В 1998 году назначен теневым младшим министром пенсий. В 2002 году Иан Дункан Смит назначил Пиклза теневым министром местного самоуправления, в 2005 новый лидер консерваторов Майкл Говард понизил его до теневого младшего министра, в 2007 году Дэвид Кэмерон вернул ему должность теневого министра местного самоуправления, а в 2009 году Пиклз стал председателем Консервативной партии.
11 мая 2010 года Дэвид Кэмерон сформировал по итогам парламентских выборов коалиционное правительство Консервативной и Либерально-демократической партий, в котором Пиклз получил портфель министра общин и местного самоуправления.
4 сентября 2012 года Кэмерон сделал тринадцать новых назначений в кабинете, сохранив за Пиклзом прежний портфель.
15 июля 2014 года Дэвид Кэмерон произвёл новые перестановки в правительстве, по итогам которых Пиклз вновь сохранил должность.
6 августа 2014 года после отставки баронессы Варси Пиклз получил дополнительно к своим обязанностям должность министра вероисповеданий.
7 мая 2015 года состоялись парламентские выборы, и 11 мая 2015 года Дэвид Кэмерон сформировал однопартийное консервативное правительство, в котором Пиклз не получил назначения.
22 мая 2015 года Даунинг-стрит, 10 официально объявил о присвоении Пиклзу титула рыцаря-бакалавра в награду за его деятельность в парламенте и правительстве (после увольнения из кабинета тот был назначен в аппарате правительства координатором антикоррупционной политики).
В апреле 2017 года объявил об отказе от выставления своей кандидатуры на очередных парламентских выборах, но обратился к премьер-министру Терезе Мэй с просьбой сохранить за ним должность специального представителя по вопросам последствий Холокоста.

## Личная жизнь
В 1976 году женился на Айрин Коутс (Irene Coates).